# Projeto Afripédia

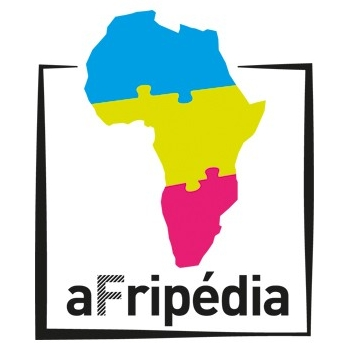
Logo da Afripédia

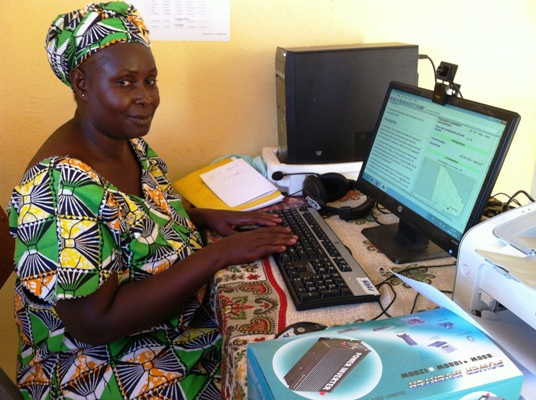
Uma professora usando Kiwix em Koulikoro, Mali

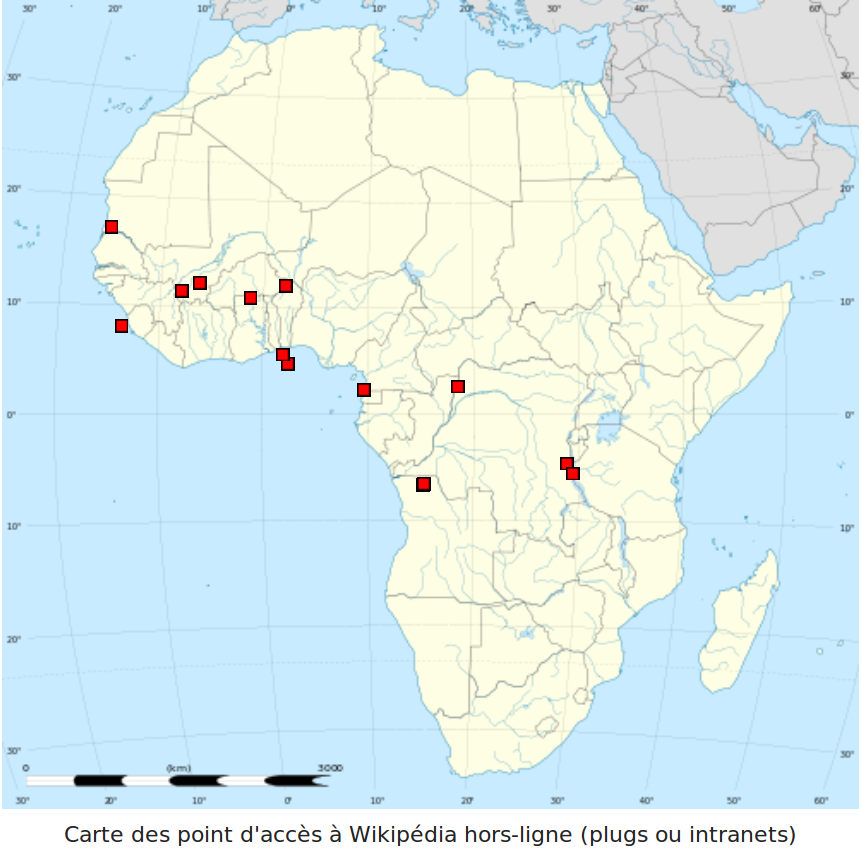
Localização de 13 universidades onde Kiwix foi implantado como parte do projeto Afripédia

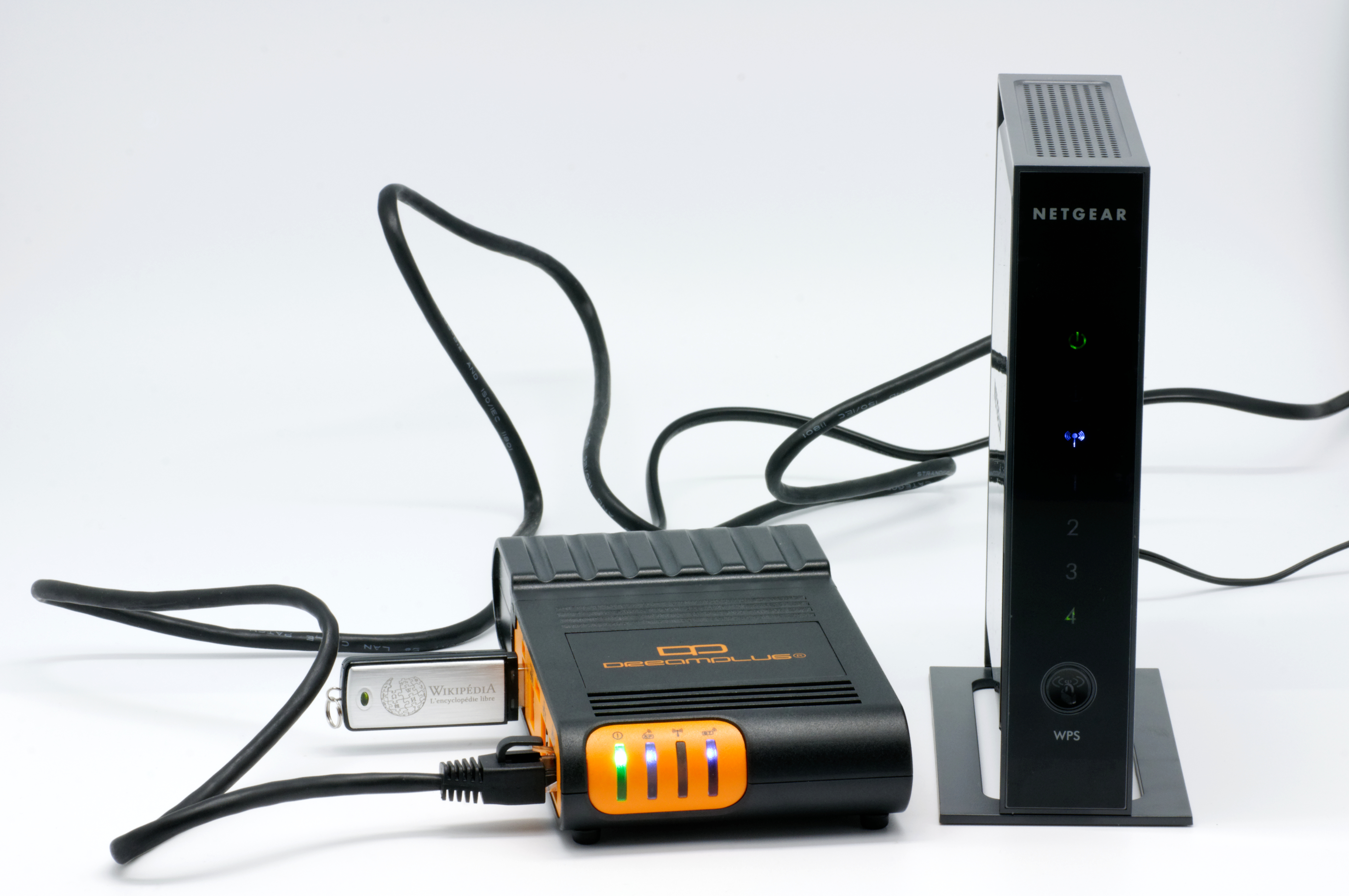
Hardware usado no projeto Afripédia: um computador plug, amarelo, um roteador sem fio e uma unidade USB com uma cópia recente da Wikipédia francesa

O Projeto Afripédia foi lançado em meados de junho de 2012 e está em andamento. O objetivo é expandir o acesso off-line à Wikipédia na África francófona e incentivar os africanos a contribuir para a Wikipédia. O projeto instala servidores sem fio e intranet Kiwix-serve locais e fornece treinamento e suporte de manutenção.
Os sócios fundadores são a Wikimedia France, o Instituto Françês e a Agência Universitária da Francofonia. O francês é falado por cerca de 120 milhões (2010) de pessoas na África, espalhadas por 24 países francófonos.
O acesso à Wikipédia a partir de chaves USB não era novo na África, mas as chaves costumam estar muito desatualizadas, onde a Afripédia é atualizada regularmente. Muitas das universidades parceiras não têm internet banda larga, e algumas sequer têm acesso à internet.
O projeto oferece conteúdo adicional além da Wikipédia, como o Wikcionário. Qualquer conteúdo que seja empacotado primeiro em um arquivo ZIM pode ser retransmitido pela rede Afripédia; Project Gutenberg e Wikisource, por exemplo, estão disponíveis como arquivos ZIM. 
O projeto também incentiva a formação de clubes Afripédia para usuários locais.
O projeto foi descrito como uma medida paliativa digna, até que o acesso à Internet possa ser desenvolvido em toda a África.

## Linha do tempo
- Outono de 2011 - Primavera de 2012: Preparação do projeto, formação de parceria, desenvolvimento do algoritmo Kiwix
- 15 de junho de 2012: Acordo assinado em nome do Instituto Françês, da Agência Universitária da Francofonia e da Wikimedia France, por Bernard Cerquiglini (AUF), Xavier Darcos (IF) e Rémi Mathis (WMFr).
- Julho de 2012: Apresentação do projeto e do protótipo no Fórum Mudial da Língua Francesa, em Quebeque:
- 6 a 9 de novembro de 2012: formação de 15 líderes de 12 países da África Oriental e Central realizada no Campus numérique francófono da Universidade Félix Houphouët-Boigny, em Abijã, na Costa do Marfim; implantação de 15 pontos de acesso offline (plug computador + chave USB + roteador wifi);
- 24 a 28 de junho de 2013: Segundo treinamento e implantação, em Quinxassa;
- 14 a 18 de outubro de 2013: Terceiro treinamento e implantação, em Iaundé;
- 29 de setembro a 3 de outubro de 2014: Quarta, Antananarivo.